# Hueidea australiensis
Hueidea australiensis är en lavart som beskrevs av Kantvilas & P. M. McCarthy. Hueidea australiensis ingår i släktet Hueidea och familjen Fuscideaceae.   Inga underarter finns listade i Catalogue of Life.